# Nakajima Ki-19
Il Nakajima Ki-19 (中島 キ19?, Ki-jyukyu) fu un bombardiere, bimotore e monoplano ad ala bassa, sviluppato dall'azienda aeronautica giapponese Nakajima Hikōki KK nei primi anni trenta e rimasto allo stadio di prototipo.
Realizzato per sostituire il Mitsubishi Ki-1 nei reparti di bombardamento tattico della Dai-Nippon Teikoku Rikugun Kōkū Hombu, la  componente aerea dell'Esercito imperiale giapponese, ad una valutazione comparativa non riuscì a superare il Mitsubishi Ki-21, di conseguenza il suo sviluppo venne cancellato. Uno dei quattro prototipi costruiti trovò impiego nel servizio civile, prima convertito in aereo postale e poi utilizzato dalla Dōmei Tsushin, l'agenzia di stampa ufficiale dell'Impero giapponese.

## Storia del progetto
Nel febbraio 1936 il Kōkū Hombu, l'allora ministero dell'aviazione del Giappone, nell'ambito di un programma atto a modernizzare i velivoli in dotazione all'Esercito imperiale, emise una specifica per la fornitura di un nuovo bombardiere destinato a sostituire in servizio il Mitsubishi Ki-1. Tra le caratteristiche richieste il nuovo modello doveva essere in grado di trasportare un carico di oltre 750 kg di bombe da caduta, raggiungere una velocità massima di 400 km/h e avere un'autonomia di 5 ore di volo alla velocità di crociera di 300 km/h.
Alla richiesta risposero la Nakajima e la Mitsubishi Jūkōgyō con due progetti dalla simile impostazione, entrambi bimotori e monoplani, rispettivamente il Ki-19 e il Ki-21.
L'ufficio tecnico della Nakajima, diretto dal capo progettista Kenichi Matsumura assistito da Setsuro Nishimura e Toshio Matsuda, riversarono nel nuovo progetto l'esperienza acquisita con i modelli bimotore già studiati per l'azienda, lo statunitense Douglas DC-2 destinato al mercato interno di trasporto aereo civile del quale la Nakajima aveva acquistato una licenza di produzione, e il Nakajima LB-2, un bombardiere a lungo raggio basato a terra proposto senza successo alla Marina imperiale giapponese e riconvertito come aereo commerciale.

## Utilizzatori

### Civili
Giappone
- Dōmei Tsushin

### Militari
Giappone
- Dai-Nippon Teikoku Rikugun Kōkū Hombu

solo in prove di valutazione

### Pubblicazioni
- (PL) Leszek A. Wieliczko, Nakajima Ki-19 i Mitsubishi Ki-21 - ciężkie dwusilnikowe bombowce nowej generacji, in Lotnictwo, nr 6, 2012,  pp. 88-98, ISSN 1732-5323 (WC · ACNP).